# Estadi René Serge Nabajoth
L'Estadi René Serge Nabajoth (en francés: Stade René Serge Nabajoth) és un estadi multiusos de Les Abymes, una localitat de Guadalupe, un territori depenent de França a les Petites Antilles. Actualment es fa servir sobretot per als partits de futbol. L'estadi té capacitat per 7.500 persones i és l'estadi de la selecció de futbol de Guadalupe. René-Serge Nabajoth va ser un antic alcalde de la comuna de Les Abymes.